# Neplachov
Neplachov – wieś i gmina w Czechach, w powiecie Czeskie Budziejowice, w kraju południowoczeskim. Według danych z dnia 1 stycznia 2014 liczyła 386 mieszkańców.
W miejscowości jest przystanek kolejowy Neplachov.